# Matrimoni
Matrimoni es una película italiana de 1998 dirigida por Cristina Comencini. Por su papel en el filme, Cecilia Dazzi ganó un premio David de Donatello en la categoría de mejor actriz de reparto. Por su parte, Francesca Neri obtuvo nominaciones a los premios Nastro d'argento y David de Donatello como mejor actriz principal.

## Sinopsis
En Nochebuena,Giulia (Francesca Neri) está preparando, como es su costumbre, la cena para toda la familia, pero al salir para las últimas compras se encuentra con Fausto (Paolo Sassanelli), su viejo amor que de repente altera sus sentimientos y pone en peligro su delicado equilibrio familiar.

## Reparto

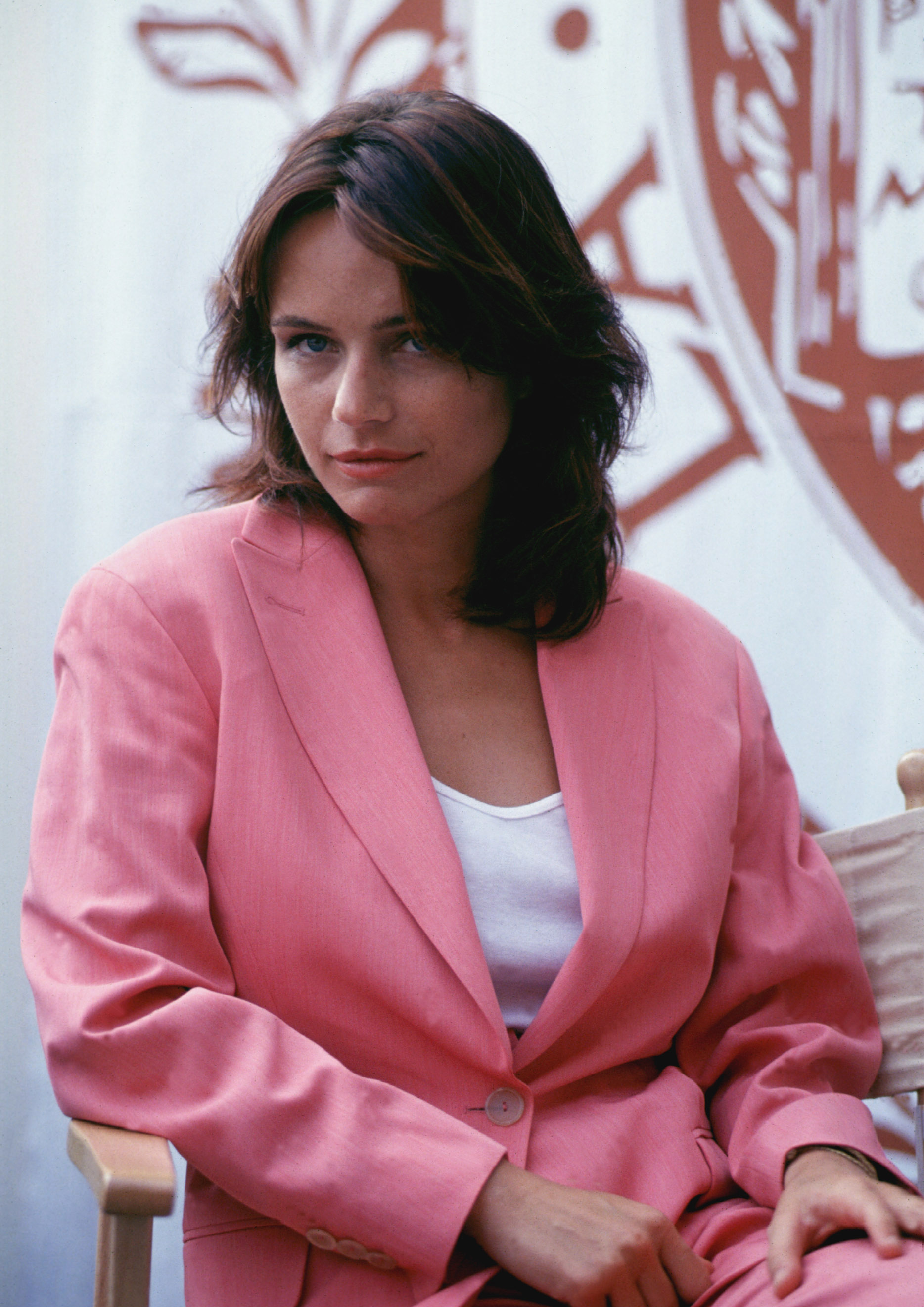
Francesca Neri interpretó el papel principal de Giulia.

- Diego Abatantuono es Paolo
- Francesca Neri es Giulia
- Stefania Sandrelli es Vera
- Claude Brasseur es Alessio
- Paolo Sassanelli es Fausto
- Cecilia Dazzi es Sandra
- Lunetta Savino es Lucia
- Emilio Solfrizzi es Sergio
- Claire Keim es Catherine